# Muhàmmad ibn Idrís
Muhàmmad (I) ibn Idrís (àrab: محمد بن إدريس, Muḥammad b. Idrīs) (Fes, ? - Fes, abril de 837) fou emir de la dinastia idríssida del Magrib. Va succeir el seu pare Idrís al-Àsghar quan aquest va morir el 828 i sota consell de la seva àvia Kanza va repartir el regne entre els seus germans més grans (en tenia 11) conservant per a si mateix el territori de Fes. El repartiment fou així:
- al-Qàssim, Tànger i dependències, incloent al-Basra
- Úmar, el país dels sinhadja i els ghumara (gomeres) del Rif
- Dàwud el país dels hawwara, a l'est de Taza
- Yahya, Day i dependències
- Issa, Wazekkur i la Tamesma del nord, incloent Shalla
- Hamza, al-Awdiya, al territori de Volubilis (Walila)
- Ubayd-Al·lah, el territori al sud amb el país dels lamta i les dependències

La resta dels prínceps eren massa joves i van restar sota tutela de la mare i del germà gran Muhàmmad. D'altra banda ja s'havia creat un feu a Agadir/Tlemcen que tenia Muhàmmad ibn Sulayman ibn Abd-Al·lah, cosí d'Idrís II i nebot d'Idrís al-Àkbar. Aquesta participació va ocasionar la decadència de la dinastia i seriosos problemes: Issa de Wazekkur es va revoltar contra Muhàmmad, que va demanar ajut al seu germà al-Qàssim de Tànger, però aquest va refusar l'ajut i llavors va demanar el suport d'Úmar del Rif que va atacar Wazekkur, d'on va expulsar Issa, que es va haver de refugiar a Sala. Úmar es va dirigir aleshores contra Tànger per castigar la rebel·lia d'al-Qàssim i aquest va haver de fugir a Arzila (Azayla), prop de la qual es va retirar i el seu domini de Tànger va passar a Úmar en agraïment i va governar els dos feus per un temps, fins que va morir a Fajj al-Faras, en territori dels sinhadja, el setembre/octubre del 835, sent enterrat a Fes. Muhàmmad va permetre la successió al seu fill Alí ibn Úmar. Muhàmmad va morir al cap de set mesos, a Fes, l'abril del 836. Va designar com a hereu i successor el seu fill Alí I ibn Muhàmmad que va pujar al tron sent menor d'edat.